# Буассель, Франсуа
Франсуа Буассе́ль (фр. François Boissel; апрель 1728, Жуайёз — 1807, Париж) — французский политический деятель, революционер, коммунист-утопист, социальный мыслитель и философ, адвокат Парижского парламента, оратор и вице-президент якобинского клуба, публицист.
Предшественник утопистов Сен-Симона, Бабёфа, Ж. Жореса.

## Биография
Родился в семье богатого торговца. Обучался в ораторианском монастыре, затем — у иезуитов.
В 1753 г., получив право на работу адвокатом, работал до 1765 года в Париже, был прокурором Высокого суда в Кап-Франсэ. Позже, отправился к своему старшему брату, драгунскому капитану в Сан-Доминго. Практиковал там, как адвокат в Санто-Доминго, в надежде на блестящую карьеру, занимался общественной деятельностью. Но его идеализму помешали гуманистические идеи Просвещения, которые привели его в стан противников установленных порядков.
После того, как Ф. Буассель поссорился с богатыми плантаторами острова, вместе со своим братом, он вернулся в Париж в 1776 году.
Вернувшись во Францию, занялся социальной философией, начать писать политические статьи, конструктивно критиковать мысли величайших философов Фонтенеля, Монтескьё, Дидро, Вольтера и, особенно, Ж. Ж. Руссо. Воспитанный на идеях Г. Мабли, Э.-Г. Морелли и отчасти Ж. Ж. Руссо, Б. в своих программах выступал как представитель утопического коммунизма.
Автор пятнадцати книг.
В 1787 опубликовал «Рассуждение против общественного рабства», посвященное проблемам урбанизации и частной собственности.
В 1789 выпустил утопию «Катехизис человеческого рода» («Le cathéchisme du genre humain») (1792 — 2-е, дополненное издание), в которой резко критиковал «продажный, человекоубийственный антисоциальный порядок», основанный на частной собственности, и противопоставлял ему идеал общественного строя, базировавшегося на коллективной собственности и общем труде. Предложил путём введения высоких налогов на собственность и воспитания молодежи в коммунистическом духе осуществить переход к социальному строю, основанному на общественной собственности.
В годы Великой французской революции — революционный активист секции Пале-Руаяля и видный деятель, а с 1793 г. и архивариус Якобинского клуба.
Вёл решительную борьбу с жирондистами, участвовал в народных движениях в Париже. Рассматривая коммунизм как конечную цель революции,
В 1790, опубликовав «Гражданский кодекс Франции», провозгласил право людей на хлеб и на труд и предложил реквизировать недвижимость церкви.
Во время Вареннского кризиса 1791 г. выступил за провозглашение республики. В восстании 10 августа 1792 года был комиссаром повстанческой коммуны Парижа (до декабря 1793 г.).
22 апреля 1793 представил в Якобинском клубе свой проект «Декларации прав гражданина» и призвал к установлению «революционного правления санкюлотов». Его план предусматривал лишение гражданских прав и разоружение всех зажиточных слоев, государственной контроль над собственностью и всей экономикой, сочетание экономической мероприятий по ограничению собственности с единым национальным воспитанием молодого поколения в целях последующего установления коммунистических порядков.
Участник восстания 31 мая — 2 июня 1793 г. В ноябре 1793 был исключен из Якобинского клуба.
После переворота 9 термидора 1794 года был восстановлен в Клубе, осуждал террор, но предлагал сохранить революционное правление.
В работе «Регентство Пита» (La régence de Pitt, 1795) критиковал экономическую политику термидорианцев.
7 февраля 1795 г. арестован за антиправительственную пропаганду. После мятежа 13 вандемьера 1795 года против Национального конвента — освобождён из заключения.
В 1795—1797 — судья гражданского трибунала в департаменте Сена. Приветствовал переворот 18 брюмера 1799 года.
В 1805 г. безуспешно обращался к Наполеону I, пытаясь вернуть себе место судьи.